# جوآن گیل
جوآن گیل (متولد ۱۳ سپتامبر ۱۹۱۲ - درگذشته ۱۱ ژوئن ۱۹۹۸) به عنوان بخشی از خواهران گیل و یک هنرپیشه سینما، یک بازیگر وودویل بود. او خواهر دوقلوی ژان گیل بود و با گروه دومی از خواهران دوقلوی خود (ژون گیل و جین گیل) تئاتر اجرا می‌کرند. گیل و خواهرانش در برادوی، در نقش چهار قلوهای گیل در نمایشنامه‌های پرواز در ارتفاع (۱۹۳۰) و رسوایی‌های جورج وایت (۱۹۳۱) ظاهر شدند.
گیل با لو شرایبر، مدیر بازیگران کمپانی فاکس قرن بیستم ازدواج کرد. آنها یک دختر داشتند.